# Акариаз лёгочный
Акариаз легочный (лат. acariasis pulmonalis; pulmonary acariasis; акаридоз дыхательной системы) — тропическая инвазионная болезнь из группы акараиазов, вызываемая внедрением в мелкие бронхи клещей из родов Sarcoglyphus , Glieoglyphus, Cheiletus (Cheyletus?), обитающих в пищевых продуктах; проявляется бронхитом, бронхопневмонией с рецидивами и приступами астмы.

## Клиническая картина. Виды пневмоакариазов
Легочный акариаз распространён в некоторых тропических странах, например в Индии.
Легочный акариаз характеризуется хроническим бронхитом, приступами астмы, и эозинофилией крови. Возбудители — клещи, принадлежащие родам Tarsonemus, Pediculoides (см. Зерновая чесотка), Tyroglyphus (см. Тироглифоз), Glyciphagus (см. Чесотка бакалейщика, Сенной зуд), и Carpoglyphus (см. Карпоглифусиоз), найдены в слюне.
Наблюдается эозинофилия, астма, клещей обнаруживают в слюне и мокроте. Появляются кашель, чиханье, першение в горле, часто рецидивирующие простудные заболевания и повторные пневмонии.
Клинические проявления акариаза лёгких — кашель, кровохарканье, боль в груди, астма, одышка, эозинофилия, мокрота с кровью. Рентгенограмма показывает расширяющуюся тень рубчика семени, облачные тени и "узлы" в пределах от 1-5 мм в диаметре, рассеянном всюду по более низкой области лёгких. 
Акароидные клещи могут вызывать острые и хронические бронхиты и бронхопневмонии.
Клещи Tarsonemus и Tyroglophus могут вызывать Синдром Вейнгартена.
При массовых укусах амбарных или тироглифоидных клещей, обычно обитающих в зерне,соломе, сухих фруктах, может развиться зерновая чесотка. В случае попадания этих клещей с воздухом и пылью в лёгкие у человека может развиваться акариаз лёгких и даже тироглифоидная пневмония. 
При работе с зараженной мукой в пекарнях, на складах и т.д. вместе с мучной пылью амбарные клещи попадают в дыхательные пути, прилипают к гортани или попадают в бронхи. Своими движениями клещи раздражают слизистую и вызывают кашель, при этом обычно они выделяются с мокротой. Нередко возникают аллергические реакции. Чаще страдают работники магазинов, продовольственных складов, элеваторов, однако возможно заражение и в домашних условиях. У детей при попадании клещей в верхние дыхательные пути может возникнуть хронический кашель, симулирующий коклюш. Проведение лечения не целесообразно, так как эти клещи быстро погибают в дыхательных путях человека.
Клещи сем. Tarsonemidae паразитирует на растениях. Отмечаются случаи нахождения Tarsonemus sp. в лёгких лиц, страдающих астмой и другими заболеваниями дыхательных путей. При массовом поражении пшеницы некоторыми видами (например, Steneotarsonemus panshini) наблюдались тяжёлые бронхиты у комбайнёров.
Клещи домашней пыли по мнению некоторых исследователей могут некоторое время выживать в лёгких, и более того способны с помощью протеолитических ферментов, включая Der p1, питаться и/или повреждать дыхательные эпителиальные клетки. Повторная инвазия вызывает аллергический ответ, который проявляется как приступы астмы. 
В проведённом в Китае исследование, у лиц, в чей слюне оказались клещи были выявлены эозинофилия, иногда обследование лёгких показывало много рассеянных узловых теней 1-5 мм в диаметре в лепестках лёгкого. Болезнь проявлялась в кашле, лихорадке, астме, кровохарканье и т.д. 10 клещей было найдено в слюне больных: Acarus siro, Tyrophagus putreseltiae, Aleuroglyphus ovatus, Caloglyphus berlesei, C. myoophagus, Dermatophagoides farinae, D. pteronyssinus, Euroglyphus maynei, Tarsonemus granarius, Cheyletus eruditus.
Известны случаи акариаза лёгких в Китае, вызванные Tyrophagus putrescentiae (см. Тироглифоз).
Живущие в муке Thyreophagus entomophagus (Laboulbène & Robin) (распространён в Европе, встречается в РФ) могут вызывать профессиональные респираторные заболеваний у фермеров, а также пищевую клещевую анафилаксию. 
Dermanyssus gallinae возможно может вызывать кашель (см. Дерманиссиоз).
Компоненты клещей, возможно, стимулируют гуморальную иммунореактивность.
Пиогенная пневмония может возникнуть и как осложнение чесотки.
Клещи также паразитируют в дыхательных путях и лёгких птиц (см. Стерностомоз, цитодитоз), обезьян (см. Pneumonyssus).

## Диагностика, лечение, прогноз
Диагноз ставят на основании анамнеза (работа с продуктами питания, наличие пыли и т. д.), нахождения в слюне и мокроте возбудителей, результата специфических диагностических тестов.
Лечение легочного акариаза производят назначением метронидазола, 2 раза в день с суточной дозе 0,8 г в течение 7 дней.
См. также Клещевая сенсибилизация, клещи домашней пыли.